# Pia casa della Senavra

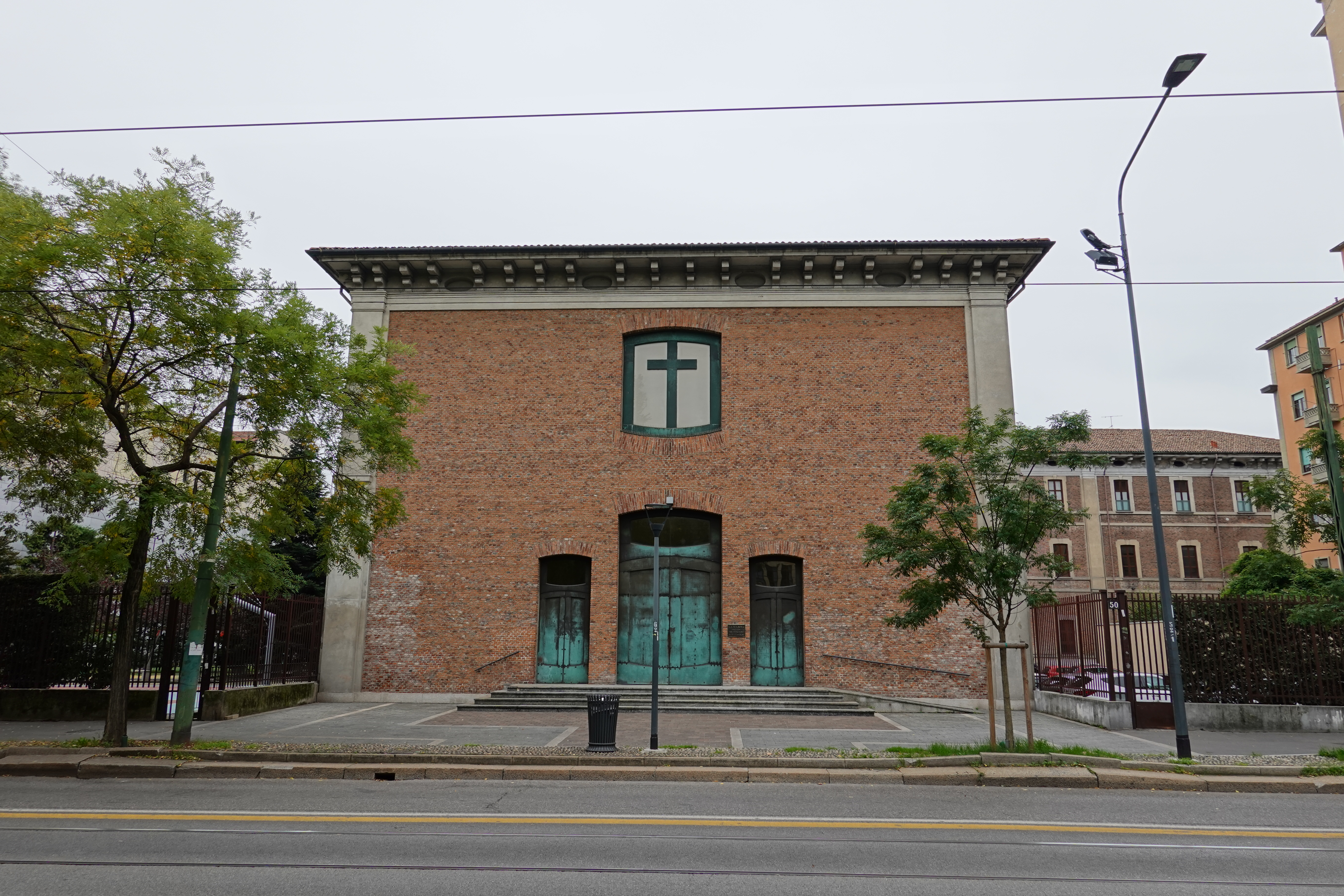
Chiesa del Preziosissimo Sangue di Gesù, sorta nel XX secolo su un fabbricato dell'ex-ospedale psichiatrico

La Pia casa della Senavra fu il primo nucleo manicomiale della città di Milano. Entrò in funzione nel 1781 e venne chiusa nel 1878, quando i ricoverati vennero trasferiti all'Ospedale psichiatrico provinciale di Milano in Mombello. Era situata fuori Porta Tosa (attuale porta Vittoria, in Corso XXII Marzo, 50) e negli ultimi decenni di attività arrivò ad ospitare più di 500 ricoverati, ben oltre la possibilità di capienza dell'edificio.

## Storia

### La fondazione
Nei secoli precedenti, gli individui affetti da disabilità mentali erano ospitati presso l'Ospedale di San Vincenzo in Prato, che di fatto ospitava categorie eterogenee di malati incurabili: non solo i pazzi, ma anche individui affetti da disabilità fisiche (ciechi, paraplegici, sordi, muti ecc), oltre ai cosiddetti figli dell'ospedale (gli esposti, abbandonati dai genitori).
Nella seconda metà del Settecento, al San Vincenzo in Prato, emerse un problema di spazi, legato non tanto ai pazzi bensì al numero di figli dell'ospedale. Su richiesta di Maria Teresa d'Austria vennero trovate quindi due nuove sedi: una per i trovatelli, la Pia Casa degli Esposti e delle Partorienti in Santa Caterina alla Ruota di Milano, e una per i pazzi (e per i primi anni anche i disabili fisici), la Pia casa della Senavra, come attestato fra l'altro da un rescritto del plenipotenziario e governatore della Lombardia austriaca Carlo Giuseppe di Firmian.

### Struttura e ricovero
La struttura prescelta per ospitare l'istituzione fu il palazzo della Senavra, situato fuori Porta Tosa. Risalente al XVI secolo, esso venne edificato nel 1548 quale residenza di campagna per Ferrante I Gonzaga dopo la sua nomina a governatore di Milano nel 1546. Dopo vari passaggi di proprietà era passato alla fine del Seicento ai Gesuiti, che vi avevano stabilito una sede di ritiro spirituale. 
Fin dalla fondazione ci si rese conto che lo stabile era situato in un luogo insalubre: sia internamente, perché i locali erano umidi, bui e poco ventilati (i muri trasudavano salnitro), sia esternamente, a causa di prati a marcita e fossati con acqua stagnante, favorevoli condizioni naturali per zanzare e malaria. Sebbene alcuni interventi venissero realizzati per migliorare la situazione strutturale, la Senavra rimase sempre un luogo poco salubre e questo fu fra gli altri uno dei motivi che spinsero gli amministratori nella seconda metà dell'Ottocento alla ricerca di una nuova sede per il manicomio provinciale.
Sebbene nei primi anni dalla fondazione venissero accolti anche individui affetti da disabilità fisiche, a partire probabilmente dal 1791 la Senavra divenne una casa per soli pazzi. Da quell'anno infatti, come dichiarato in un Avviso del Magistrato Politico Camerale, fu necessario disporre di due documenti per poter essere ammessi: uno firmato da un medico che attestasse la vera pazzia e uno firmato prima anche da un parroco, poi dal 1794 solo dalle Congregazioni Municipali e dai Deputati all'Estimo, che attestasse la vera povertà dell'individuo per il quale veniva chiesto il ricovero. Questo suggerisce che per fine secolo la Senavra dovette ospitare solo individui classificati pazzi.

### Chiusura
Nel 1878 tutti i ricoverati della Senavra vennero trasferiti a Villa Pusterla-Crivelli-Arconati, sita in Mombello, scelto inizialmente come sede di un'eventuale colonia agricola succursale di un'ipotizzato ma mai realizzato manicomio a Desio. Le motivazioni della chiusura della Senavra rinviano sia alle questioni di scarsa salubrità del luogo presenti fin dall'inizio (tra l'altro nel 1865 la Senavra era stata luogo di un'epidemia di colera, il che accelerò le pratiche di trasferimento), sia il sovraffollamento: pensato per contenere circa 300 persone, il manicomio arrivò a ospitarne più di 500 intorno al 1850, con gli inevitabili problemi che questo comportò. L'edificio, dopo aver ospitato varie tipologie di senzatetto, venne parzialmente demolito ed in seguito ristrutturato e rimaneggiato nella seconda metà del XX secolo.

## Vita nel manicomio
Se nei primi anni la Senavra non fu altro che un ospizio, già a partire da Gateano Strabio, divenuto direttore nel 1788, e poi col Buccinelli (sicuramente attivo attorno al 1820) possiamo notare un tentativo di rinnovamento dell'istituzione: si iniziò ad introdurre l'ergoterapia (nel '31 vennero istituiti calzoleria e sartoria), si introdusse una razionalizzazione degli spazi in particolare dividendo i ricoverati in base alle condizioni mediche (furiosi, sudici, dementi e imbecilli, tranquilli, convalescenti e affetti da malattie intermittenti) e vennero specialmente eliminate quasi totalmente le catene. Venne inoltre introdotta l'idroterapia.
Il cambiamento più importante si ebbe però nel 1844, quando venne stabilita la separazione della direzione medica interna della Senavra da quella dell'Ospedale Maggiore. La piena sovranità del direttore della Pia Casa significò la possibilità di organizzare in modo radicalmente nuovo la vita all'interno del manicomio: prima il Capsoni (1840-48), poi il Verga (1848-52) e infine il Castiglioni (1852-1871) gettarono le basi per una vera e propria cura morale del pazzo, seguendo largamente i principi della scuola psichiatrica francese (Pinel, Esquirol) della prima metà dell'Ottocento.
I principi della cura morale, di fatto una vera e propria pedagogia di rieducazione, poggiavano su una concezione della pazzia come disordine dei sentimenti, della volontà e delle passioni: il compito del manicomio era quello di ricondurre il ricoverato all'ordine della ragione (in sostanza interiorizzare le regole socialmente accettate), condizione necessaria per poter essere dimesso e condurre da sé la propria vita in società rispettandone le regole e le leggi. Elementi essenziali di questo metodo terapeutico erano l'isolamento del pazzo dall'esterno e all'interno del manicomio, la figura del direttore del manicomio, vero veicolo dell'interiorizzazione dell'ordine nella mente del pazzo attraverso l'imposizione della sua autorità all'interno dell'istituto, l'utilizzo sistematico di premi e punizioni in base a comportamenti desiderabili o indesiderabili, un atteggiamento conciliante benevolente da parte di medici e sorveglianti e infine l'utilizzo dell'ergoterapia, alla quale si aggiungevano generiche cure fisiche (bagni, docce, purghe, vescicanti) e un'elementare farmacopea. Con il Castiglioni inoltre, vennero introdotte alcune attività innovative: dal 1856 venne assunto un maestro di musica e nel 1864 venne impiantato un «teatrino dei pazzi» per le recite dei ricoverati, le cui scene vengono dipinte da «un certo Bossi», un pittore internato.